# راینر کخ
راینر کخ (زاده ۱۸ دسامبر ۱۹۵۸) حقوقدان و مدیر فوتبال آلمانی است. او از نوامبر ۲۰۱۵ تا آوریل ۲۰۱۶ و دوباره در سال ۲۰۱۹، مشترکأ به همراه راینهارد راوبال، سرپرستی فدراسیون فوتبال آلمان را بر عهده داشت. او از سال ۲۰۲۱ تاکنون نیز به همراه پیتر پیترز، سرپرست فدراسیون فوتبال آلمان است.
کخ همچنین یکی از اعضای کمیته استیناف یوفا است.

## مدیریت

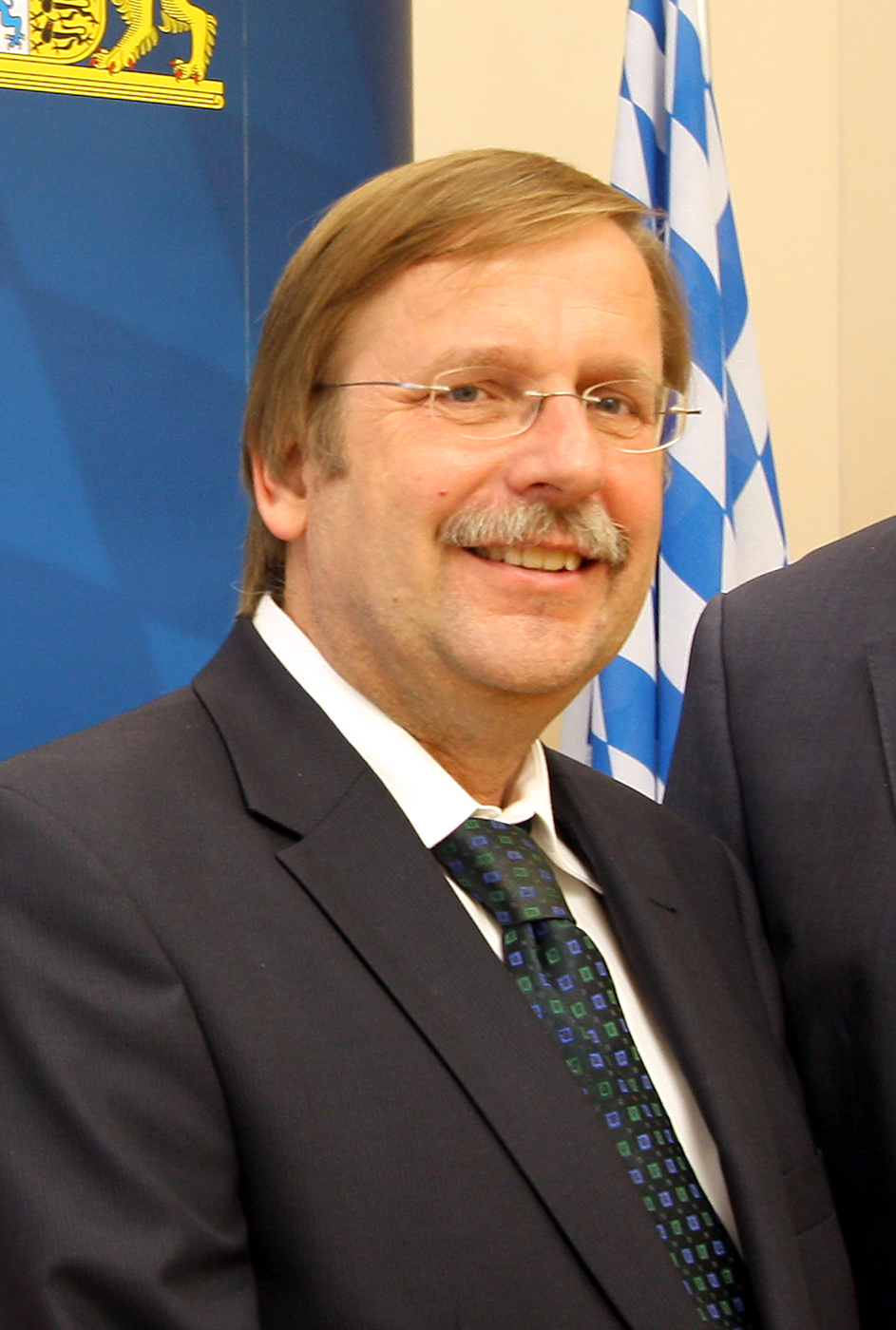
کخ در سال ۲۰۱۱

در اکتبر ۲۰۰۷، کخ به عنوان نایب رئیس DFB (فدراسیون فوتبال آلمان) انتخاب شد. او به عنوان نایب رئیس DFB در مبارزه با نژادپرستی و خشونت در استادیوم‌های فوتبال تلاش کرد. پس از استعفای ولفگانگ نیرزباخ در نوامبر ۲۰۱۵، کخ به همراه راینهارد راوبال، به عنوان سرپرست DFB انتخاب شدند. کخ و راوبال تا ۱۵ آوریل ۲۰۱۶ این عنوان را حفظ کردند؛ آن‌ها دوباره دوره‌ای کوتاه در سال ۲۰۱۹ سرپرستی DFB را بر عهده گرفتند.
کخ از سال ۲۰۲۱ تاکنون نیز به همراه پیتر پیترز، سرپرست فدراسیون فوتبال آلمان است.